# Jeff Keith
Jeff Keith (Texarani Arkansas, 12. listopada 1958.), američki je glazbenik, najpoznatiji je kao pjevač sastava Tesla.

## Životopis
Jeff je počeo pjevati s 24 godine, a prije nego što je počeo pjevati, bio je vozač kamiona u planinama Sjeverne Kalifornije. Pjevao je u sastavu sa svojim bratom prije nego što se pridružio skupini City Kidd (danas Tesla). Jeff je odrastao u mjestu Texarani gdje je pohađao školu, a fakultet je završio u Idabelu, Oklahoma.
Prije povratka u Georgetown, mali planinski gradić u Kaliforniji, Jeff je pobijedio na pjevačkom natjecanju i tako privukao pažnju sastava City Kidd. Unatoč tadašnjem manjku istkustva njegov oštar i neobičan glas zadržao ga je u sastavu. Jeff je veliki ljubitelj country glazbe, i u svoje slobodno vrijeme u Nashvilleu radi s Georgeom Jonesom na svom solo albumu. Također Jeff Keith veliki je ljubitelj životinja i voli udomljavati napuštene životinje. Takvi činovi prepoznati su od strane ARF-a (Animal Rescue Foundation) i nagrađen je nagradom "evie" za svoja djela.